# Lonchoptera furcata
Espèce
Lonchoptera furcata est une espèce de diptères de la famille des Lonchopteridae.